# Mlynář
Mlynář je osoba, která provozuje mlýn, stroj na mletí zrna (například kukuřice nebo pšenice) k výrobě mouky. „Mlynář“ je také běžné příjmení. Mlynářství patří mezi nejstarší lidská povolání. Mlelo se už v komunitách lovců a sběračů, ve starověku mlela v každé domácnosti zpravidla žena a mlynáři byli později důležití pro rozvoj zemědělství.
V tradiční venkovské společnosti býval mlynář často bohatší než obyčejní rolníci, což vedlo k žárlivosti. Mlynáři byli často obviňováni z toho, že se stýkají se zloději, provozovali “sázkařskou kancelář” a kradli, a byli terčem násilí při nepokojích v době hladomoru zejména v době středověké. Na druhou stranu, mlynáři bývali v silnější pozici vůči feudálním vlastníkům půdy než obyčejní rolníci.